# Godwin von Wessex
Godwin von Wessex (* um 1001 in Sussex, England; † 15. April 1053 in Winchester, Hampshire) war einer der mächtigsten Männer Englands während der Regentschaft Knuts des Großen, der ihn zum Earl of Wessex ernannte, und dessen Nachfolgern bis zu Eduard dem Bekenner. Sein Vater war möglicherweise Wulfnoth Cild.

## Leben
In den Kriegswirren um Knuts Nachfolge nach dessen Tod 1035 war Eduard (später „der Bekenner“) schließlich 1042 der letzte Überlebende mit einem gewissen Thronanspruch. Godwin, der in den vorangegangenen Kämpfen Eduards Bruder Alfred Ætheling erschlagen hatte, erkannte ihn an. Allerdings zwang er Eduard, seine Tochter Edith von Wessex zu heiraten, in der Hoffnung, dass ein gemeinsames Kind der beiden seine Familie schließlich auf den Thron bringen würde. Eduard vollzog jedoch nie die Ehe mit seiner Frau – seine Rache war Ediths Kinderlosigkeit.
Godwin wurde schnell zum Anführer der Opposition gegen den normannischen Einfluss am Hof, der durch Eduards früheres Exil dort bedingt war. Eduard schickte Godwin daher seinerseits 1051 ins Exil, musste aber schon ein Jahr später die Grafschaft des mit einer bewaffneten Armee zurückkehrenden Godwins wiederherstellen.

## Familie
Godwin war zunächst mit Thyra von Dänemark (um 993–1018), Tochter von Gunhild von Polen und Sven Gabelbart, verheiratet. Aus der zweiten Ehe mit Gytha Sprakalaeg Thorkelsdóttir, der Tochter von Torkel Björnsson, hatte er folgende Kinder:
1. Harold Godwinson, König von England (1022–1066)
2. Sweyn Godwinson, Graf von Mercia (1023–1052)
3. Tostig Godwinsson, Graf von Northumbria (1026–1066)
4. Edith von Wessex (1029–1075)
5. Gyrth Godwinson, (ca. 1032–1066)
6. Leofwine Godwinson, Graf von Kent (1035–1066)
7. Gunhilda von Wessex, (ca. 1035–1080)
8. Ælfgifu von Wessex, (ca. 1035)
9. Wulfnoth Godwinson, (1035–1094)

Godwin starb am 15. April 1053 bei einem Essen mit Eduard. Sein Sohn Harold folgte ihm als Graf von Wessex. Nach dem Tod des kinderlosen Eduard wurde er auch König von England. Ein bewaffneter Konflikt mit seinem Bruder Tostig Godwinson schwächte seine Macht aber so sehr, dass 1066 Wilhelm, Herzog der Normandie, dem Eduard angeblich die Thronfolge versprochen hatte, England in der Schlacht bei Hastings erobern und endgültig unter normannischen Einfluss bringen konnte.
Godwins Frau verlor innerhalb von drei Wochen vier ihrer Söhne: Tostig starb in der Schlacht von Stamford Bridge am 26. September 1066, Harold, Gyrth und Leofwine in der Schlacht bei Hastings am 14. Oktober.